# Dionisio Irigoyen Carvallo
Dionisio Irigoyen Carvallo; (Rancagua, 1801 - Santiago, 1860). Hijo de Juan Bautista Irigoyen y Echavarría, oriundo de San Sebastián de Guipúzcoa (España), síndico de Valdivia en 1811, y María Micaela Carvallo Pinuer. Contrajo nupcias con Mariana Adriasola Campillo.
Estudió en Valdivia, donde su padre era síndico, procurador y alcalde del Cabildo de la ciudad. Colaboró con la causa de la independencia en 1824 en la expedición al sur. Miembro del bando pipiolo, fue elegido Diputado por San Fernando (1825-1826).
Heredó en 1829 una compañía comercial con Perú, de propiedad de su padre, con el socio José Muri, a la que dedicó el resto de su vida.